# Ramlibacter pinisoli
Ramlibacter pinisoli es una bacteria gramnegativa del género Ramlibacter. Fue descrita en el año 2020. Su etimología hace referencia a suelo de pino. Es aerobia e inmóvil. Tiene un tamaño de 0,5-0,9 μm de ancho por 1-2,1 μm de largo, puedo mostrarse con forma cocoide o de bacilo. Forma colonias lisas, circulares y de color rosa claro. Catalasa y oxidasa positivas. No crece en agar TSA, LB ni MacConkey. Temperatura de crecimiento entre 15-35 °C, óptima de 28 °C. Se ha aislado del suelo en un jardín de pinos, en Corea del Sur. 